# Villa rustica (Kohlhunden)

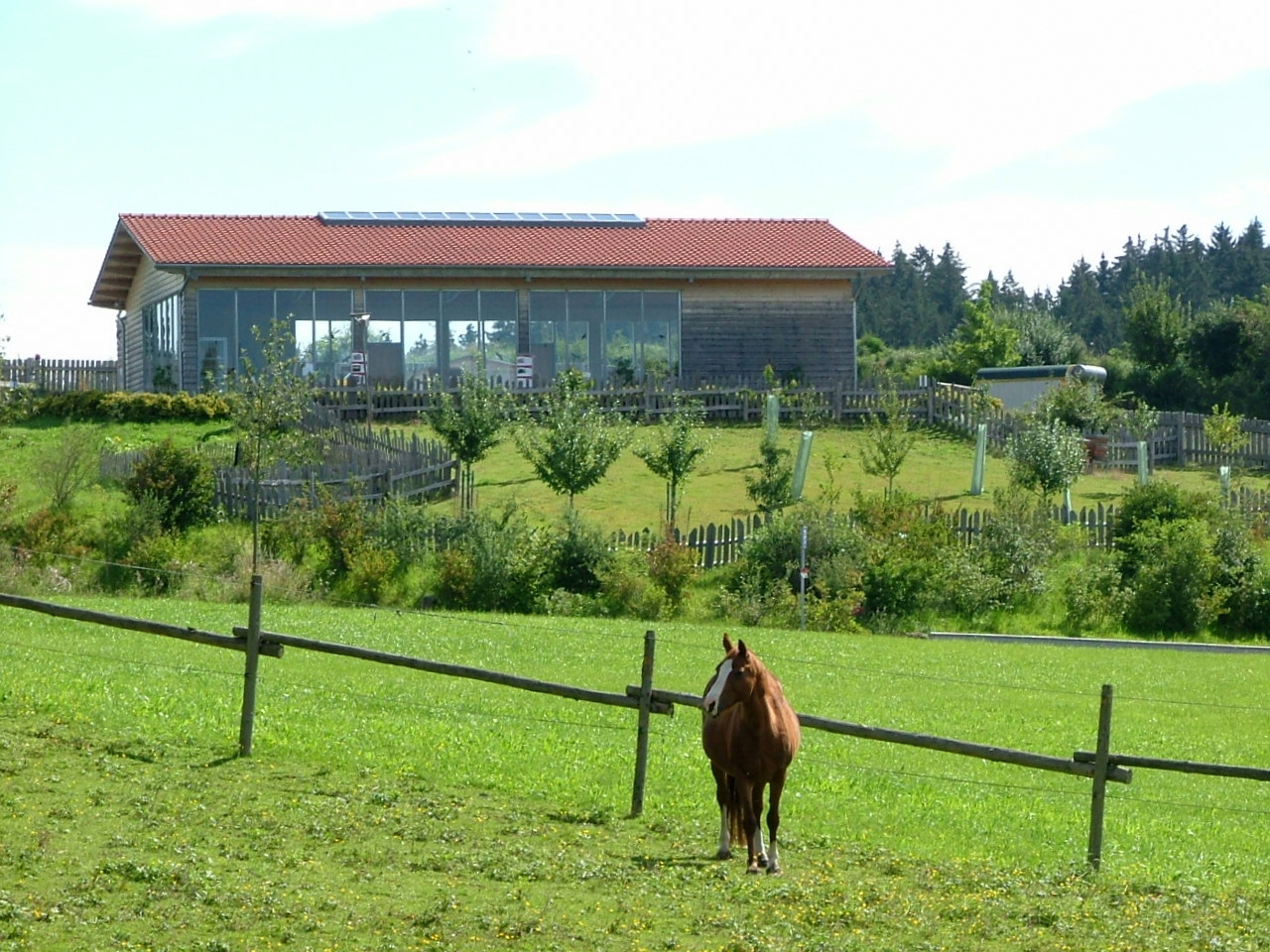
Schutzbau über der Badeanlage

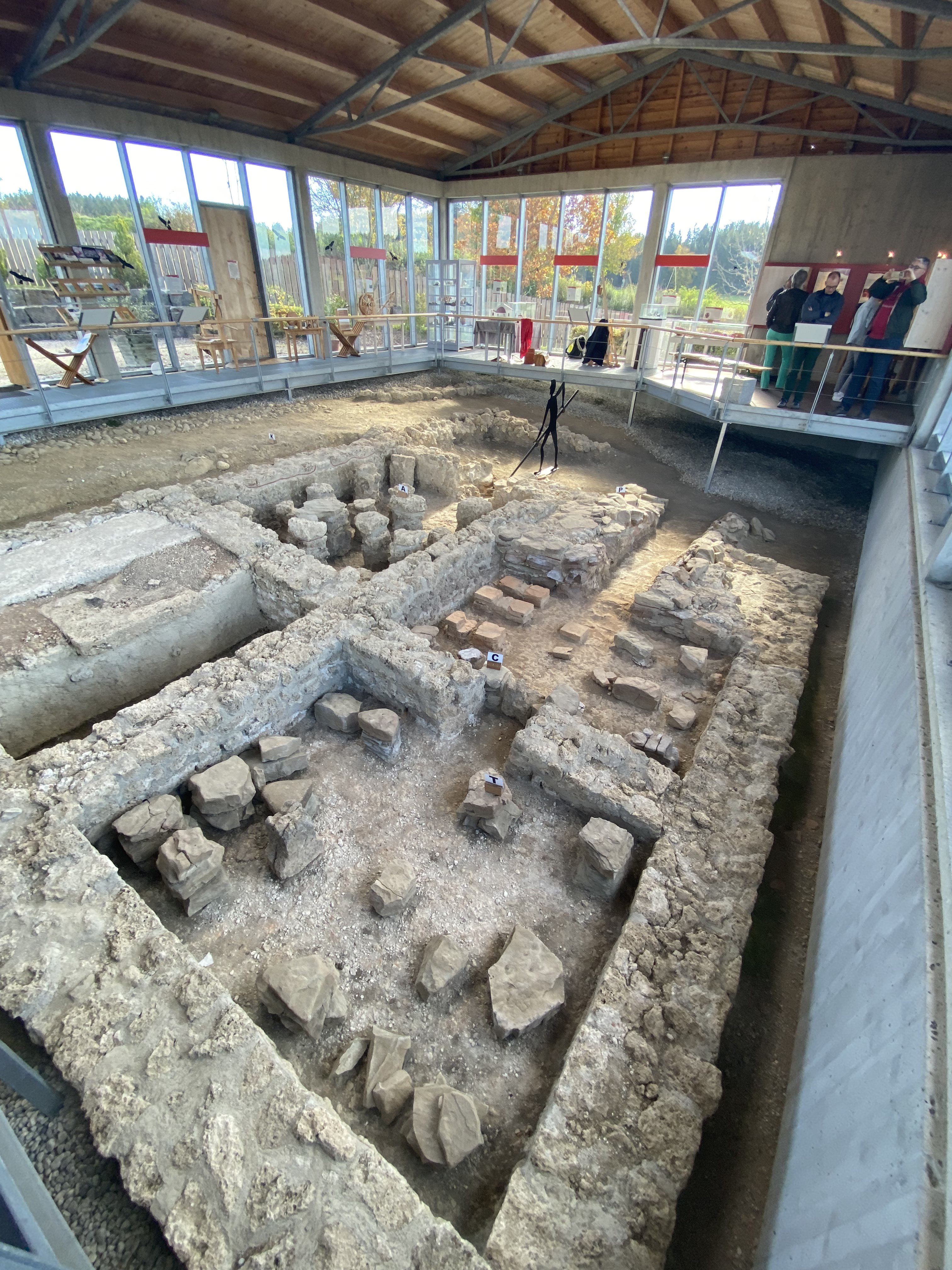
Teil der konservierten Badeanlage

Die Villa rustica von Kohlhunden war ein römischer Gutshof, der in der Mitte des 2. Jahrhunderts in der damaligen Provinz Raetia erbaut wurde. Die Reste liegen im heutigen Kohlhunden als einem Gemeindeteil von Marktoberdorf, Landkreis Ostallgäu, Regierungsbezirk Schwaben in Bayern. Die Risalitvilla mit zugehöriger Badeanlage und Wirtschaftsgebäuden wurde bis etwa zur Mitte des 3. Jahrhunderts bewirtschaftet.

## Fund und Ausgrabung
Beim Bau der Umgehungsstraße des Weilers Kohlhunden bei Marktoberdorf fanden Anwohner Mauerreste und Ziegel in der abgeschobenen Trasse der neuen Staatsstraße 2008. Im Januar 2002 wurde das Bayrische Landesamt für Denkmalpflege eingeschaltet. In Zusammenarbeit mit dem Straßenbauamt Kempten konnte daraufhin die 25 bis 35 Meter breite, damals bereits abgeschobene Trasse noch einmal vorsichtig maschinell abgezogen und mehrere Monate lang untersucht werden.
Die Fundstelle liegt auf bzw. um eine Moränenkuppe westlich oberhalb des markanten Toteislochs, das heute unter dem Namen Kühstallweiher als Badesee dient. Die Fläche umfasst 7000 Quadratmeter, worauf sich sieben römische Gebäude befanden, drei weitere konnten mit geomagnetischen Verfahren erfasst werden. Nach Streulage und Bautypus gehören sie zu einem als Villa rustica zu bezeichnenden Gutshof.
Einzelsiedlungen dieser Art in den römische Provinzen wurden meist von aus dem Militärdienst entlassenen Veteranen betrieben. Bislang wurde nur das Badehaus ausgegraben, die anderen Gebäude sind bisher lediglich mittels geophysikalischer Prospektion untersucht worden.

## Architektur
Das Wohnhaus lag zentral auf der Geländekuppe. 40 Meter westlich des Haupthauses befand sich das kleine Familienbad. Das 117 Quadratmeter große Badehaus, dessen Fundamentreste jetzt durch einen Schutzbau gesichert werden, besaß alle Funktionsräume und Einrichtungen jener Thermen, wie sie der Römer aus den Provinzstädten kannte. Die einzelnen Räume sind ebenso noch gut erkennbar wie die verwendete Heiztechnik. Auch ein antikes Mühlespiel zur Unterhaltung der Badenden wurde gefunden.
Nach Aussage der Archäologen stellen die Funde in Kohlhunden die größte bisher bekannte römische Villa Rustica im ganzen Allgäu dar.